# Wahlen 1898
◄◄ | ◄ | 1894 | 1895 | 1896 | 1897 | Wahlen 1898 | 1899 | 1900 | 1901 | 1902 | ► | ►►

Weitere Ereignisse
Die hier aufgeführten Wahlen und Abstimmungen fanden im Jahr 1898 statt.

## Europa

### Frankreich
Die Wahl zur Abgeordnetenkammer fand im Mai 1898 statt.

### Deutschland
Die Reichstagswahl 1898 war die Wahl zum 10. Deutschen Reichstag des Deutschen Kaiserreiches. Sie fand am 16. Juni 1898 statt. Die Wahlbeteiligung lag bei etwa 68 % und damit etwas niedriger als bei der Reichstagswahl 1893.
Alle drei sogenannten „Kartellparteien“ (Deutschkonservative, Freikonservative und Nationalliberale) hatten Verluste hinzunehmen. Erneut bestätigte sich dagegen der seit der Reichsgründung bestehende und seit der Reichstagswahl 1890 zunehmende Trend zugunsten der Sozialdemokraten. Nach Stimmen waren sie erneut klar stärkste Partei. Durch die für sie ungünstige Wahlkreiseinteilung wurde sie aber nur zweitstärkste Fraktion hinter dem Zentrum, das tatsächlich rund 9 % hinter der SPD lag. Dennoch gewann es einige Sitze hinzu. Zum ersten und einzigen Mal bei einer Reichstagswahl wurde mit Jonas Smalakys ein Kandidat einer national-litauischen Partei im Wahlkreis Memel/Ostpreußen gewählt.

## USA

### Wahl zum Repräsentantenhaus
Am 8. November 1898 wurden in den Vereinigten Staaten die Abgeordneten des Repräsentantenhauses gewählt. In drei Staaten fanden die Wahlen bereits zwischen Juni und September statt. Die Wahl war Teil der allgemeinen Wahlen zum 56. Kongress der Vereinigten Staaten in jenem Jahr, bei denen auch ein Drittel der US-Senatoren gewählt wurden. Da die Wahlen etwa in der Mitte der Amtszeit des Republikanischen Präsidenten William McKinley stattfanden (Midterm Election), galten sie auch als Votum über die bisherige Politik des Präsidenten. Zum Zeitpunkt der Wahlen bestanden die Vereinigten Staaten aus 45 Bundesstaaten. Die Zahl der zu wählenden Abgeordneten war 357. Die Sitzverteilung basierte auf der Volkszählung von 1890.
Bei den Wahlen konnten die Demokraten ihren bereits zwei Jahre zuvor begonnenen Aufwärtstrend fortsetzen. Sie gewannen weitere 37 Mandate und kamen nun auf 161 Sitze. Damit blieben sie aber weiterhin in der Opposition. Die Republikaner verloren 19 Sitze konnten aber mit 187 Mandaten ihre absolute Mehrheit behalten. Die Populist Party verlor 17 Sitze und kam nun mehr nur noch auf 5 Mandate. Viele Wähler dieser Partei wechselten zur Demokratischen Partei. 